# Ivory (savon)
 (avril 2019).
Si vous disposez d'ouvrages ou d'articles de référence ou si vous connaissez des sites web de qualité traitant du thème abordé ici, merci de compléter l'article en donnant les références utiles à sa vérifiabilité et en les liant à la section « Notes et références ».
Pour les articles homonymes, voir Ivory (homonymie).
Ivory est une marque de produits de soins personnels créée par la société Procter & Gamble, qui comprend des variétés de pains de savon blancs et légèrement parfumés, qui sont devenus célèbres pour leur revendication de pureté et leur flottement dans l'eau. Au fil des ans, la marque s'est étendue à d'autres variétés et produits.

## Histoire

### Premières années
En 1840, la compagnie J.B. Williams à Glastonbury, Connecticut fabriqua du savon sous le nom d'Ivorine. Williams décida de se concentrer sur son savon à barbe et vendit Ivorine à Procter & Gamble, qui le renomma plus tard Ivory.
En 1874, Procter & Gamble a déposé la marque de commerce Ivory, le nom de son nouveau savon. Le nom a été créé par Harley Procter, le fils du fondateur, inspiré par Psaume 45: 8 de la Bible : « Tous vos vêtements sentent la myrrhe, l'aloès et la casse, sortant des palais d'ivoire par lesquels ils vous ont rendu heureux ».
Ivory étant l’un des produits les plus anciens de Procter & Gamble (vendu pour la première fois en 1879), la compagnie est parfois appelée « tours d’ivoire » et son usine et le centre de recherche à St. Bernard en Ohio, est nommé Ivorydale.
Le premier slogan d'Ivory, « Il flotte ! », a été introduit en 1891. L'autre slogan bien connu du produit, 100% Pure (utilisé avant 1895), était basé sur les résultats d'une analyse effectuée par un laboratoire indépendant que Harley Procter avait engagé pour démontrer qu'Ivory était plus pur que le savon de Castille alors disponible.

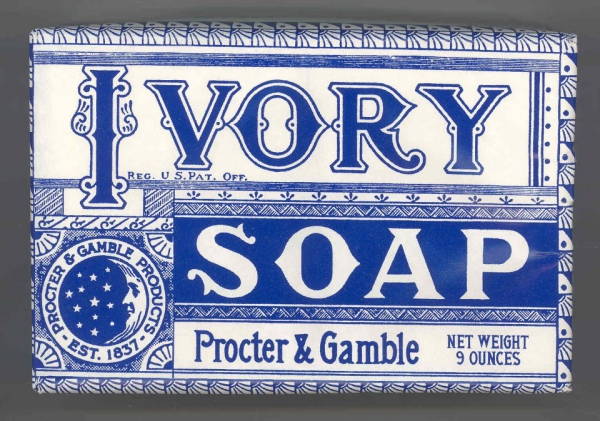
Ivory Soap, 1800s

Le savon en barre d’ivoire est fouetté avec de l'air dans sa production et flotte dans l'eau. Selon une histoire apocryphe, plus tard remise par la société, un ouvrier aurait trop longtemps laissé le mélangeur par accident et la société a choisi de vendre le lot en ruine, car l'air ajouté ne modifiait pas les ingrédients de base du savon. Lorsque des lettres d'appréciation concernant le nouveau savon flottant ont inondé la société, Procter & Gamble a ordonné le temps de mélange prolongé comme procédure standard. Cependant, les dossiers de la société indiquent que la conception d’Ivory n’a pas été réalisée par accident. En 2004, plus de 100 ans plus tard, l'archiviste de la société Procter & Gamble, Ed Rider, a découvert un document révélant que le chimiste James N. Gamble, fils de l'autre fondateur, avait découvert comment faire flotter le savon et avait noté le résultat dans ses écrits.

### Les années 1900
En octobre 1992, Procter & Gamble a testé sur le marché une nouvelle formule d'Ivory, une « barre de soin de la peau » qui répondrait aux plaintes des clients concernant la sécheresse, mais ne flotterait pas comme l'original. En octobre 2001, Procter & Gamble ont testé le savon à couler dans le cadre d'une campagne publicitaire aux États-Unis, dans le cadre d'un plan de six mois prévoyant la libération de 1 051 savons à savon coulant.
Dans les années 1910, les publicités sont dessinées par l'autrice de comic strip Fanny Cory.

## XXIesiècle
Ivory est actuellement une petite marque selon les normes de P & G. La marque Ivory comprend le savon en barre classique, le savon liquide transparent, le savon pour cheveux et le corps, le liquide vaisselle et un détergent à lessive doux (non un savon) appelé Ivory Snow. Une étude menée en 2001 par Lehman Brothers a révélé que les ventes américaines de tous les produits en ivoire, y compris le savon liquide et le détergent à vaisselle, représentaient moins de 1% des ventes mondiales totales de P & G au cours des 52 semaines terminées le 9 septembre 2001.

## Ingrédients
Le pain de savon Ivory contient du sulfate de sodium, du cocoate de sodium ou noyau de palmiste de sodium, eau, chlorure de sodium, silicate de sodium, magnésium sulfate et parfum. Le pain de savon avait une valeur de pH déterminée: 9,5.

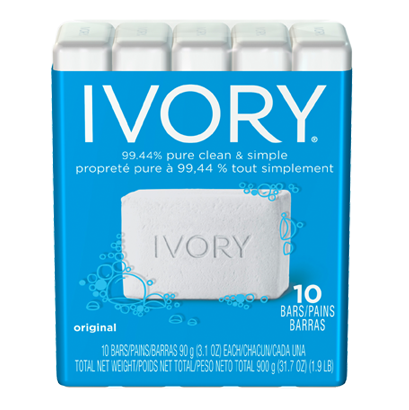
Savon d’Ivoire des années 2010

Le savon liquide à vaisselle Ivory ne répertorie pas les ingrédients.

## Dans la culture populaire
- Milliken, un quartier de la ville de New York, est devenu connu sous le nom de Port Ivory, à Staten Island, en raison de l’usine Procter & Gamble qui a été un point de repère là-bas de 1907 à 1991.
- Dès les années 1920, la poudre de savon Ivory Flakes était utilisée pour créer une neige faite maison pour les décorations de Noël.
- 99 et 44/100 % pur ! sont les mots prononcés par Willy Wonka lors de l'ouverture de la porte de l'usine dans le film de 1971 Charlie et la Chocolaterie.
- Avant de devenir une actrice pornographique, Marilyn Chambers était un modèle pour Ivory Snow. Les producteurs du film de 1972 Derrière la porte verte ont utilisé le slogan 99 et 44/100 pour cent pur d'Ivory Snow pour annoncer l'apparition de l'actrice dans le film. La controverse a contribué à augmenter les ventes de billets pour le film.
- Le slogan d'Ivory a été parodié dans le film de John Frankenheimer pour le film de 1974 Refroidi à 99 %.
- En 1974, le chanteur américain de musique country Ronnie Milsap avait un single composé par Eddie Rabbitt intitulé Pure Love. Dans une référence évidente au slogan du savon Ivory, les paroles contiennent la phrase 99   44 ⁄ 100 % pur amour.
- Le roman de 1953 de Raymond Chandler The Long Goodbye contient une référence éphémère à un «accord Ivory Soap», une référence à la propreté implicite dudit accord.
- Le film de 2013 The Challenger Disaster à propos de l'enquête de Richard Feynman sur la catastrophe de la navette spatiale Challenger de 1986 utilise « Nous pensons que le savon Ivory » est une citation lorsque Feynman demande aux ingénieurs son avis sur la probabilité d'un lancement réussi.